# Кариш-Єлга
Кари́ш-Єлга́ (рос. Карыш-Елга, башк. Ҡарышйылға) — присілок у складі Караідельського району Башкортостану, Росія. Входить до складу Новобердяської сільської ради.
Населення — 24 особи (2010; 27 у 2002).
Національний склад:
- башкири — 100 %